# Michał Bobrzyński

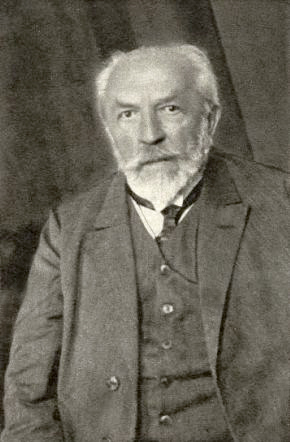
Michał Bobrzyński fotografia z 1926 r.

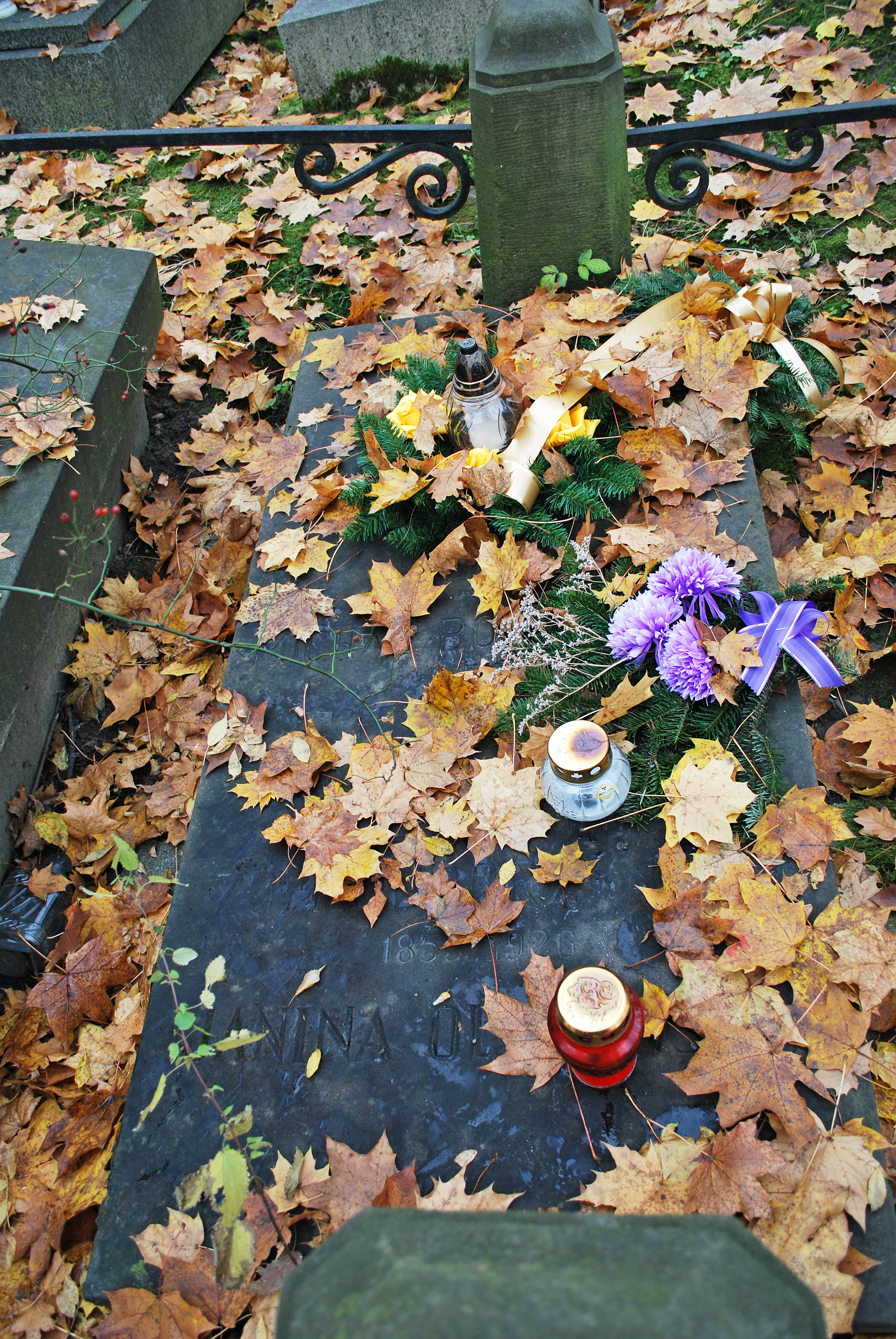
grób Michała Bobrzyńskiego na cmentarzu Rakowickim w Krakowie

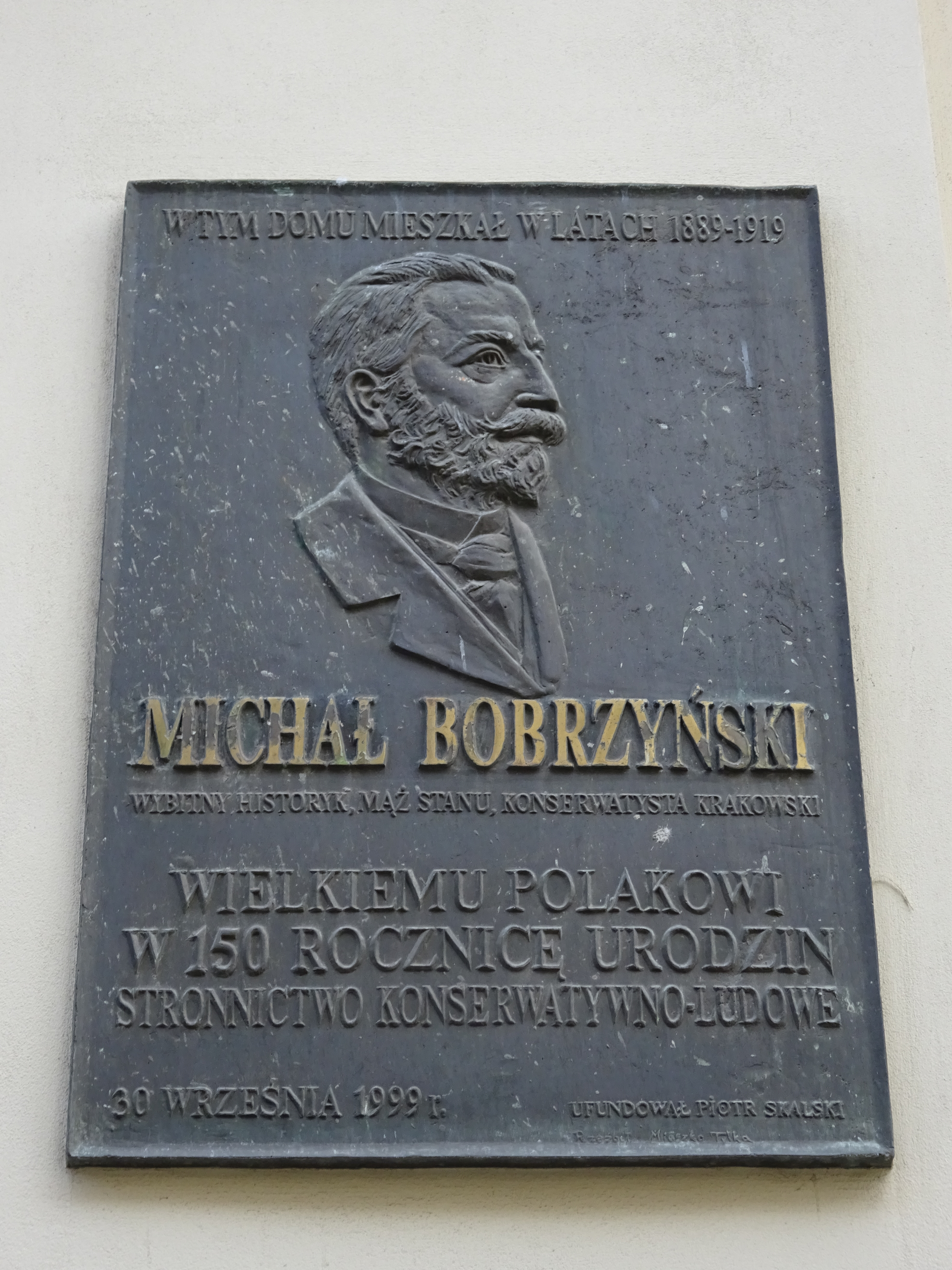
Tablica na kamienicy przy ul. Krupniczej 9 w Krakowie, upamiętniająca zamieszkiwanie owej kamienicy przez Michała Bobrzyńskiego w latach 1889–1919, wmurowana w 150 rocznicę urodzin historyka

Michał Hieronim Bobrzyński (ur. 30 września 1849 w Krakowie, zm. 3 lipca 1935 w Łopuchówku) – polski historyk – współtwórca krakowskiej szkoły historycznej, prawnik i konserwatywny polityk (stańczyk), poseł na galicyjski Sejm Krajowy i do austriackiej Rady Państwa, dożywotni członek austriackiej Izby Panów, Namiestnik Galicji, austriacki minister dla Galicji.

## Życiorys
W 1859 rozpoczął naukę w Gimnazjum św. Anny w Krakowie, którą ukończył w 1867. Następnie studiował na Wydziale Prawa Uniwersytetu Jagiellońskiego, który ukończył z tytułem doktora (1872). Duży wpływ na jego poglądy naukowe, jak i polityczne mieli jego uniwersyteccy wykładowcy – konserwatyści krakowscy: Józef Szujski, Julian Dunajewski i Antoni Zygmunt Helcel. Szczególnie ten ostatni wywarł wpływ na jego późniejszą metodę historyczno-prawniczej.
Po studiach podjął pracę w Prokuratorii Skarbu nie zaniedbując dalszej pracy naukowej. W 1872 obronił doktorat, zaś rok później uzyskał habilitację na podstawie pracy poświęconej przywilejowi nieszawskiemu Kazimierza Jagiellończyka. W 1874 przebywał na studiach w Berlinie, a następnie w Strasburgu, gdzie pracował pod kierunkiem romanisty Rudolfa Sohma nad historią prawa niemieckiego. Od 1877 był profesorem, od 1879 profesorem zwyczajnym historii prawa polskiego i niemieckiego na Uniwersytecie Jagiellońskim. Od 1902 profesor prawa politycznego na UJ.
Od czasu swej młodości związany był politycznie ze środowiskiem konserwatystów krakowskich – stańczyków. Gorący zwolennik programu pracy organicznej oraz zwolennik kompromisu z monarchią Habsburgów. Uważał, że Polacy winni ją wspierać w zamian za zagwarantowanie przez nią swobody narodowego rozwoju. Wierzył, że jest to najrealniejsza droga, prowadząca naród do odzyskania państwowego bytu, dużo bardziej wskazana niż droga powstań zbrojnych, nie mogących w warunkach ówczesnej sytuacji międzynarodowej zakończyć się pomyślnie. Był członkiem Rady Miejskiej Krakowa w latach 1882–1887. Poseł na galicyjski Sejm Krajowy V kadencji (29 października 1885 – 26 stycznia 1889), VI kadencji (10 października 1889 – 17 lutego 1894), VII kadencji (28 grudnia 1895 – 9 lipca 1901), VIII kadencji (28 grudnia 1901 – 12 października 1907), IX kadencji (15 września 1908 – 5 maja 1913) i X kadencji (5 grudnia 1913 – 14 marca 1914). Wybierany w kurii I (wielkiej własności) w obwodzie wyborczym nr 1 (krakowskim), po raz pierwszy został wybrany w wyborach uzupełniających po śmierci Henryka Wodzickiego. Był także posłem do austriackiej Rady Państwa VII kadencji (22 września 1885 – 24 września 1890) wybranym w kurii I (wielkiej własności) w okręgu wyborczym nr 1 (Kraków-Chrzanów) – z mandatu zrezygnował po nominacji na wiceprezydenta Krajowej Rady Szkolnej, w jego miejsce został wybrany 18 grudnia 1890 Antoni Wodzicki. Powtórnie był posłem w X kadencji (17 listopada 1903 – 30 stycznia 1907) wybranym w kurii I z okręgu wyborczego nr 2 (Wadowice, Biała, Żywiec, Myślenice) po rezygnacji Hermana Czecz-Lindenwalda. Po zmianie ordynacji wyborczej w XI kadencji (17 czerwca 1907 – 5 maja 1908) zdobył mandat w galicyjskim okręgu wyborczym nr 23 (Mielec, Kolbuszowa, Leżajsk, Sokołów, Rozwadów, Tarnobrzeg, Nisko, Rudnik). Zrezygnował z niego po otrzymaniu funkcji Namiestnika Galicji, mandat po nim objął 9 lipca 1908 Antoni Górski. W parlamencie austriackim należał do grupy posłów konserwatywnych stańczyków Koła Polskiego w Wiedniu, od 9 czerwca 1906 do 30 stycznia 1907 pełnił funkcję zastępcy prezesa Koła.
W latach 1891–1902 był wiceprezydentem Rady Szkolnej Krajowej. Położył duże zasługi dla rozwoju oświaty w Galicji. W latach 1908–1913 był Namiestnikiem Galicji. Urząd objął po w kwietniu 1908 r. po zamordowaniu namiestnika Andrzeja Potockiego. Jego rządy w związku z tym wydarzeniem obracały się wokół kwestii ugody z Ukraińcami, przede wszystkim starał się w związku z tym rozwiązać problem szkolnictwa ukraińskiego i reformy anachronicznej ordynacji wyborczej do Sejmu Krajowego. Mimo stworzenia przezeń tzw. bloku namiestnikowskiego (skupiającego konserwatystów krakowskich, demokratów i ludowców Jana Stapińskiego) skuteczne działanie opozycji skupiającej podolaków i endeków oraz konserwatywnej hierarchii kościelnej uniemożliwiły mu ich rozwiązanie. Uznając fiasko swojej misji złożył urząd namiestnika w maju 1913 r. i wyjechał na czas dłuższy do Włoch. Otrzymał tytuł c. k. tajnego radcy. Od 4 marca 1914 był dożywotnim członkiem Izby Panów, należał tam do frakcji konserwatywnej Prawicy (Gruppe der Rechten).
W okresie wojny, korzystając ze swoich dużych wpływów w Wiedniu, interweniował tam wielokrotnie w obronie Legionów i popierał Naczelny Komitet Narodowy. Cieszył się zaufaniem cesarza Franciszka Józefa. Odmówił jednak przyjęcia nadanego mu tytułu szlacheckiego. Od 31 października 1916 do 1 czerwca 1917 był ministrem dla Galicji. Po akcie 5 listopada przygotowywał projekt wyodrębnienia Galicji, który miał ułatwić połączenie jej z Królestwem Polskim w jedną całość polityczną. Wobec fiaska tej inicjatywy podał się do dymisji.
Ostatnie lata życia spędził w Wielkopolsce, gdzie kupił położony obok Środy Wielkopolskiej majątek Garby. W odrodzonej Rzeczypospolitej uczestniczył m.in. w pracach konstytucyjnych. Jako przewodniczący komisji oceniającej projekty konstytucyjne tzw. Ankiety w Sprawie Konstytucji opracował projekt konstytucji. Projekt ten wyraźnie inspirowany rozwiązaniami federalnej konstytucji amerykańskiej zakładał powierzenie silnej i skoncentrowanej władzy wykonawczej niezależnemu od sejmu prezydentowi. Władzę ustawodawczą sprawować miał dwuizbowy Sejm zaś wymiar sprawiedliwości sprawować miały niezawisłe sądy. Projekt ten oceniony jako jeden z najlepszych nie miał jednak szans realizacji. W styczniu 1926 r. wziął udział w pracach komisji ds. reformy administracji, której jednak projekt nie został ukończony.
Pochowany 8 lipca 1935 na cmentarzu Rakowickim w Krakowie, w pasie 45, rząd zachodni. Pozostawił wspomnienia Z moich pamiętników, Wrocław-Kraków 1957

## Współtwórca krakowskiej szkoły historycznej
Od habilitacji do lat 80. XIX w. trwała ożywiona działalność naukowa i dydaktyczna Michała Bobrzyńskiego. Jego uczniami byli: Władysław Abraham, Bolesław Ulanowski, Stanisław Estreicher, Oswald Balzer, Alfred Halban. Od 1878 był członkiem korespondentem, a od 1883 członkiem zwyczajnym Akademii Umiejętności. Był także dyrektorem w latach 1878–1890 Archiwum Krajowego Aktów Grodzkich i Ziemskich w Krakowie. Od 1880 był członkiem honorowym Poznańskiego Towarzystwa Przyjaciół Nauk. Od 1893 został honorowym profesorem historii prawa polskiego i niemieckiego na Uniwersytecie Lwowskim. Był współtwórcą krakowskiej szkoły historycznej. Najważniejszym dziełem jego życia stały się napisane w latach 1877–1878 Dzieje Polski w zarysie. W pracy tej zawarł swoje poglądy na historię Polski. Zajął się w niej przede wszystkimi przyczynami upadku Rzeczypospolitej, przede wszystkim w okresie rozbiorów. Uważał, że podstawą rozwoju społeczeństwa jest silna władza. Przechodząc dzieje Polski, starał się wykazać, że ilekroć wytworzono silne i mające wizję organy władzy centralnej, tyle razy osiągano wysoki stopień potęgi i rozwoju. Jego zdaniem katastrofy polityczne łącznie z zaborami były rezultatem słabości władzy centralnej, co świetnie umieli wykorzystać sąsiedzi. Dzieło jego wywołało szeroki odzew oraz sprzeciw wśród jego wielu czytelników, tym bardziej że katastrofę rozbiorów kładł na karb polskiej anarchii, zamiast – jak dotychczas czyniono – na karb pazerności państw zaborczych. Był zdecydowanym przeciwnikiem powstań narodowych w XIX wieku, które uważał za szkodliwe. Opowiadał się za koncepcją pracy organicznej która miała doprowadzić stopniowo do odrodzenia państwa polskiego. Drugą najbardziej jego znaną pracą jest dwutomowe Wskrzeszenie państwa polskiego, w którym opisał wypadki z lat 1914–1923, starając się zarazem wyjaśnić postawę konserwatystów krakowskich wobec nich. Do jego oponentów należeli Henryk Schmitt i Władysław Konopczyński. Był autorem wielu prac, z zakresu historii i prawa polskiego, a także dotyczących bieżących wydarzeń politycznych, wśród których do ważniejszych zaliczają się:
- O ustawodawstwie nieszawskiem Kazimierza Jagiellończyka, Kraków 1873
- O dawnem prawie polskiem, jego nauce i umiejętnem badaniu, Kraków 1874 POLONA – wersja elektroniczna
- O założeniu sądów wyższych prawa niemieckiego na Zamku krakowskim, Kraków 1875 Kujawsko-Pomorska Biblioteka Cyfrowa – wersja elektroniczna
- Historya prawa niemieckiego w zarysie wraz z historyą prawa tego w Polsce, Kraków 1876 POLONA – wersja elektroniczna
- Ortyle magdeburskie, Kraków 1876
- Sejmy polskie za Jana Olbrachta i Aleksandra, Kraków 1876
- Bunt wójta krakowskiego Alberta z roku 1311, Kraków 1877
- O traktacie politycznym Stanisława Zaborowskiego pt. Tractatus de natura jurium et bonorum regis, Kraków 1877
- Dzieje Polski w zarysie, wyd. 1, Warszawa 1879, Biblioteka Cyfrowa Uniwersytetu Wrocławskiego – wersja elektroniczna, wyd. 2 t. 1-2, Warszawa 1880, wyd. 3, t. 1-2, Warszawa 1887-1890, wyd. 4, t. 1-4, Warszawa 1927
- W imię prawdy dziejowej, Warszawa 1879 POLONA – wersja elektroniczna
- Geneza społeczeństwa polskiego na podstawie kroniki Galla i dyplomatów XIIgo wieku, Kraków 1881 POLONA – wersja elektroniczna
- O stanowisku politycznem Jana Kochanowskiego, Kraków 1885
- O »Monumentum« Jana Ostroroga, Kraków 1885
- Prawo propinacji w dawnej Polsce, Kraków 1888 POLONA – wersja elektroniczna
- Karta z dziejów ludu wiejskiego w Polsce, Kraków 1892 Rolnicza Biblioteka Cyfrowa – wersja elektroniczna
- Z roczników Temberskiego (o poglądach polit. XVII w.), Kraków 1900
- O Statucie Rady Szkolnej Krajowej, Lwów 1905
- [wraz z Władysławem Leopoldem Jaworskim i Józefem Milewskim] Z dziejów odrodzenia politycznego Galicji, Kraków 1905
- O naszą przyszłość (rozmowa między trzema Polakami z Warszawy, Poznania i Krakowa), Kraków 1916
- Dialog o zasadach i kompromisach, Kraków 1916
- Wskrzeszenie państwa polskiego. Szkice i studia historyczne, t. I: 1914-1918, Kraków 1920; t. II: 1918-1923, Kraków 1925;
- Nasi historycy wobec wojny światowej, Kraków 1920
- Szkice i studia historyczne, zbiór t.1-2, Kraków 1922

Kontynuował także wydawanie zapoczątkowanej przez A. Z. Helcla serii »Starodawnych Prawa Polskiego Pomników«. – redagując cztery tomy – III, V, VI i VII – w których znalazły się m.in. traktaty polityczne Ostroroga, Zaborowskiego i Pawła Włodkowica, zbiór wyroków sądów królewskich z w. XVI, zwód prawa zwyczajowego z r. 1544.

## Odznaczenia i wyróżnienia
- Krzyż Komandorski z Gwiazdą Orderu Odrodzenia Polski (2 maja 1923)[15][16]
- Krzyż Komandorski z Gwiazdą Orderu Franciszka Józefa (1898, Austria)[17][18]
- Order Korony Żelaznej I klasy (1910, Austria)[7][19]
- Honorowe obywatelstwo Sokala (7 listopada 1896)[20], Buczacza (2 sierpnia 1898)[21][22], Dębicy (ok. 1900)[23].

## Życie prywatne
Pochodził z rodziny mieszczańskiej. Był synem lekarza Błażeja Jana (1810-1870) i Zofii z Cypcerów. Od 1878 jego żoną była córka Hipolita Cegielskiego, Zofia. Z tego małżeństwa narodził się Jan, działacz gospodarczy, polityk i publicysta konserwatywny.

## Literatura
- Stanisław Estreicher: Bobrzyński Michał. W: Polski Słownik Biograficzny. T. 2: Beyzym Jan – Brownsford Marja. Kraków: Polska Akademia Umiejętności – Skład Główny w Księgarniach Gebethnera i Wolffa, 1936, s. 165–168. Reprint: Zakład Narodowy im. Ossolińskich, Kraków 1989, ISBN 83-04-03291-0. wersja elekroniczna
- Bobrzyński, Michael (1849-1935), Historiker und Politiker, in Österreichisches Biographisches Lexikon 1815-1950, Bd. 1 (Lfg. 1, 1954), S. 95, ÖBL – wersja elektroniczna
- Andrzej Wierzbicki, Poczet historyków polskich. Historiografia polska doby podzaborowej, Poznań 2014, s. 115.
- Wielka Ilustrowana Encyklopedja Powszechna Wydawnictwa Gutenberga, t. II, reprint, W-wa 1994. ISBN 83-86381-02-7.
- Henryk Markiewicz: Pozytywizm. Wyd. VII. Warszawa: Wydawnictwo Naukowe PWN, 2008, s. 450, seria: Wielka Historia Literatury Polskiej. ISBN 978-83-01-13849-3.

## Źródła
- Michał Bobrzyński, Z moich pamiętników, Zakład Narodowy im. Ossolińskich, Wrocław-Kraków 1957